# Quatre Mendiants

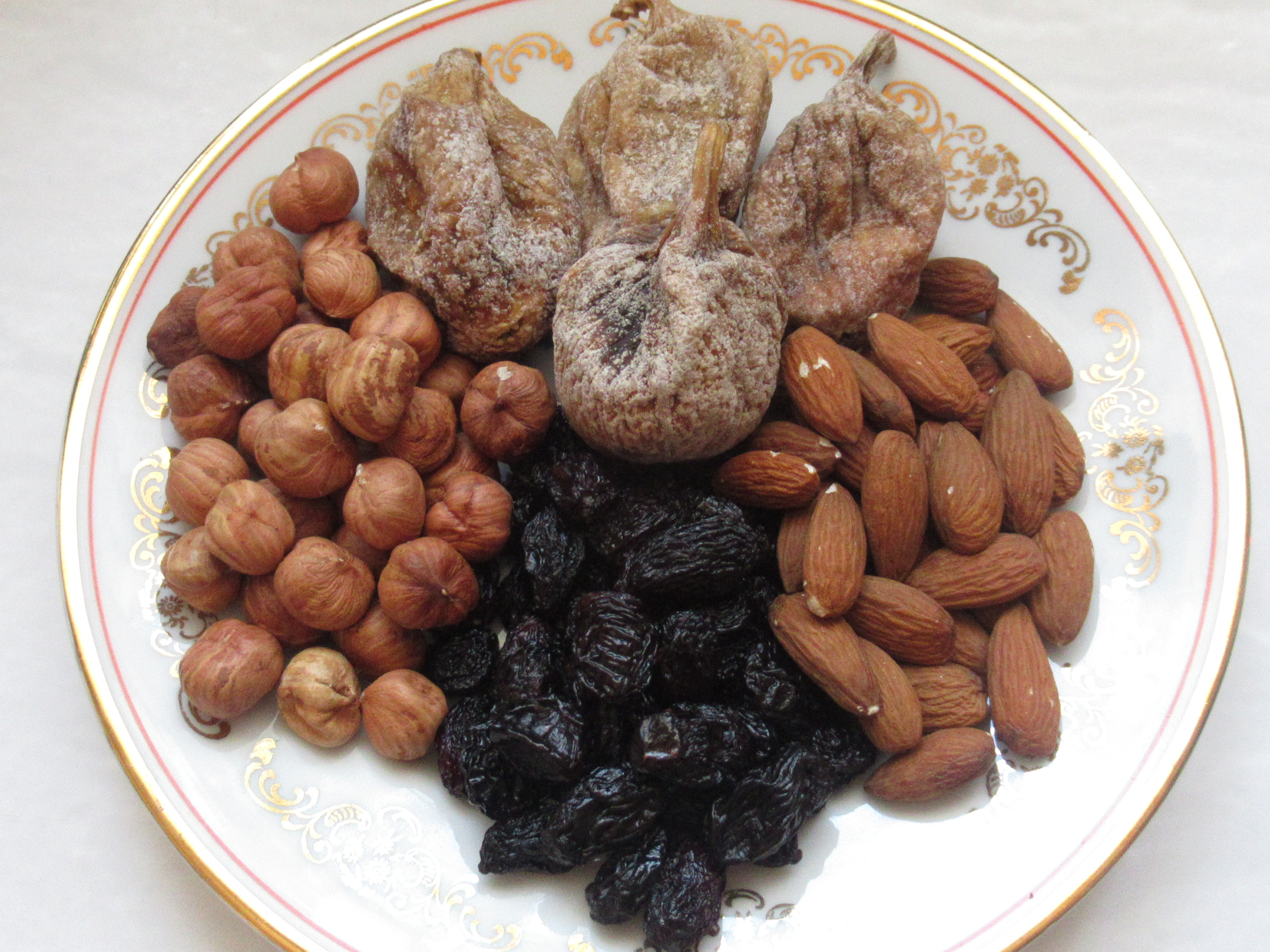
Quatre mendiants

Quatre Mendiants (franz. für die vier Bettler) bezeichnet im Französischen ein einfaches Dessert, das aus Mandeln, Haselnüssen, Rosinen und Feigen oder Datteln besteht. Es ist damit ein enger Verwandter des deutschen Studentenfutters. Die Früchte wurden scherzhafterweise in Orientierung an der Ordenstracht auch als Repräsentanten der vier mittelalterlichen Bettelorden angesehen: Nüsse – Augustiner, Rosinen – Dominikaner, Feigen – Franziskaner und Mandeln – Karmeliten. Sie gehören zu den Treize desserts.
Gioachino Rossini, der Komponist und Feinschmecker, betitelte so auch eines seiner Klavierwerke mit den Sätzen Les Figues Sèches (Die getrockneten Feigen), Les Amandes (Die Mandeln), Les Raisins (Die Rosinen) und Les Noisettes (Die Haselnüsse).